# Kościół św. Jakuba Apostoła w Modliszewku
Kościół świętego Jakuba Apostoła w Modliszewku – rzymskokatolicki kościół parafialny należący do parafii pod tym samym wezwaniem (dekanat gnieźnieński II archidiecezji gnieźnieńskiej).
Poprzedni kościół drewniany z 1732 roku, spłonął w czerwcu 1988 roku. Obecna murowana świątynia, bryłą przypominająca wcześniejszą została wzniesiona w latach 1990–1993. W dniu 30 lipca 1995 roku została konsekrowana przez arcybiskupa metropolitę gnieźnieńskiego Henryka Muszyńskiego. W 2014 roku do świątyni zostały wprowadzone na stałe relikwie św. Jana Pawła II.

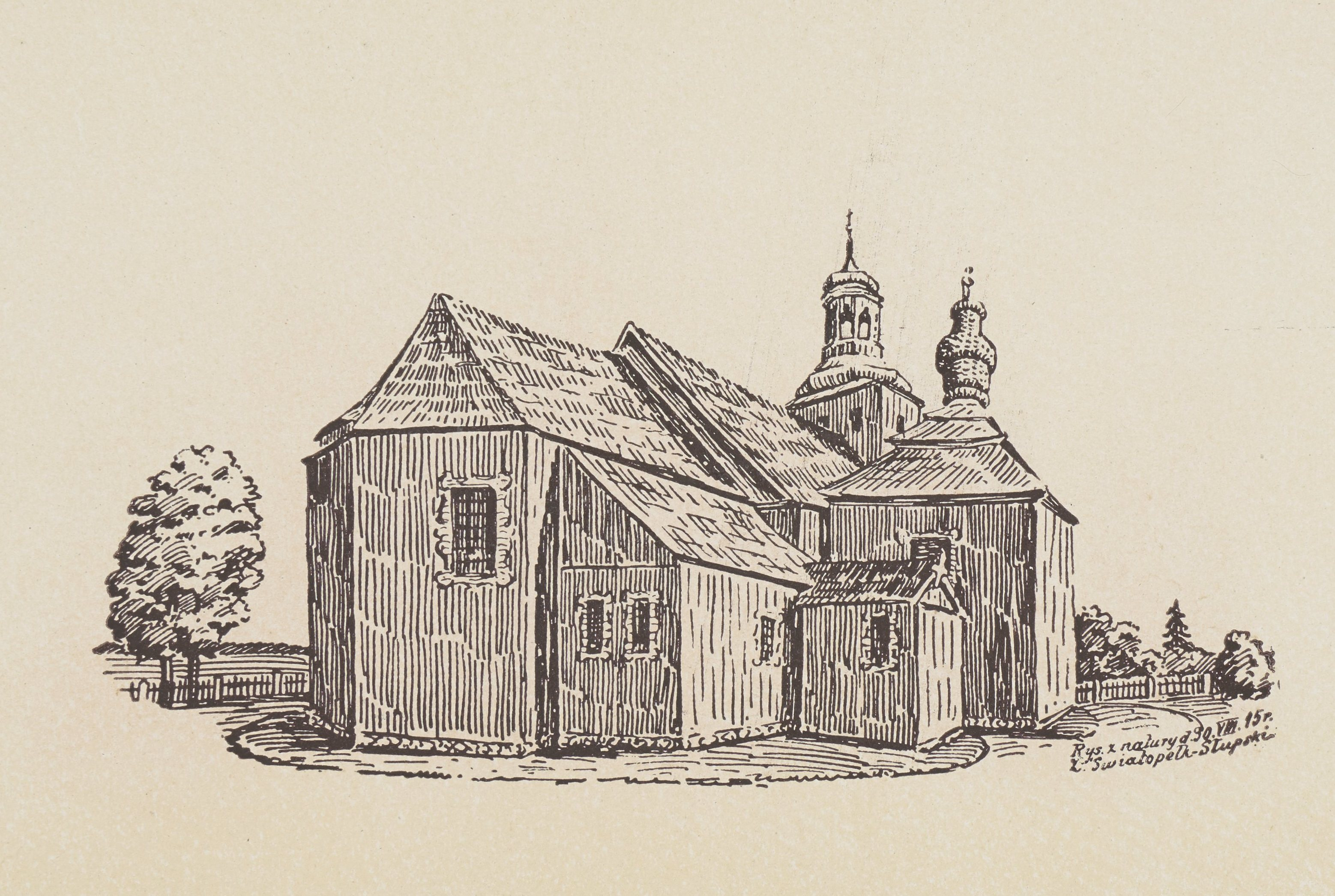
Kościół – 1915 rok